# 亨利·莫瓦桑
费迪南·弗雷德里克·亨利·莫瓦桑（法語：Ferdinand Frédéric Henri Moissan，發音：[fɛʁdinɑ̃ fʁedeʁik ɑ̃ʁi mwasɑ̃]；1852年9月28日—1907年2月20日），法国化学家，获得1906年诺贝尔化学奖。
莫瓦桑长期从事无机化学的研究，他在不良的实验室条件下，首次成功地离析了元素氟(1886年)；深入研究氟化物和金属氢化物的性质；1892年他发明了用於製造硼或人工鑽石的电炉，将实验室化学反应的温度成功地提高到2000摄氏度，利用它制得金属碳化物、碳化硅和人造金刚石。
莫瓦桑1886年任巴黎药学院毒物学教授，1889年起任巴黎大学科学学院教授。先后获得法国科学院、英国皇家学会、德国化学会等机构颁发的多项奖金。1907年2月20日，莫瓦桑在斯德哥尔摩颁奖典礼回来后不久，在巴黎突然死亡。

## 求学经历
莫瓦桑生于一个铁路职工家庭，家境贫寒，甚至难以供给他读书，直到莫瓦桑12岁时才开始入读小学。莫瓦桑读书时非常勤奋，成绩很好，对化学很有兴趣，但由于家境扃困，中学尚未毕业便不得不辍学以谋生计。20岁时莫瓦桑进入一家药店做学徒工，在药店的工作使他获得了很多学习化学知识的机会。1872年，法国自然博物馆馆长化学家弗雷米招聘助理实验员，莫瓦桑前往应聘，成功地进入了弗雷米的实验室工作。1874年，莫瓦桑通过了法国中学会考，获得了中学毕业的学历，同年他转投巴黎药学院台赫伦教授的实验室。1877年莫瓦桑获得理学学士学位。获得学士学位后，莫瓦桑继续在巴黎药学院从事研究工作，其研究课题是自然铁，他经过实验验证了自然铁是高度分散的金属铁，否定了此前德国化学家提出的自然铁是氧化亚铁的理论，由于莫瓦桑在这一领域的出色工作，1879年莫瓦桑被任命为巴黎药学院实验室主任，不久后获得巴黎大学授予的博士学位。

## 制备氟单质
制备单质氟是莫瓦桑一生中最重要的工作之一，正是这项出色的工作使他获得了1906年的诺贝尔化学奖。制备单质氟是化学史上最困难的工作之一，1810年，法国化学家安培第一次提出氟这种元素的存在。在此后的76年中，戴维、诺克斯兄弟、鲁耶特、戈尔以及莫瓦桑的导师弗雷米等著名化学家先后进行过制备单质氟的尝试，均以失败而告终，一些人甚至因此而中毒死亡。
莫瓦桑首先尝试用氟化磷与氧气反应制备氟气单质，但是实验得到的是氟氧化磷。随后莫瓦桑开始寻找低温条件下处于液态的氟化合物，以进行低温电解实验制备氟气。他首先尝试了氟化砷，氟化砷室温下是一种液体，为了提高电导率，莫瓦桑向氟化砷中加入了氟化钾，但是反应过程中沉积在阴极的单质砷阻碍了电流的传导。莫瓦桑本人则因为长期接触氟化砷而中毒，不得不暂时中止了实验。
经过一段时间休养之后，莫瓦桑的健康状况有所好转，他随即重新开始制备氟的实验。这一次他选择液化的氟化氢作为电解液，在萤石质地的反应容器中用铂铱合金的电极进行电解，并且终于获得成功。
1886年6月28日莫瓦桑在巴黎药学院的导师德布雷致信法国科学院，介绍了莫瓦桑的实验。不久法国科学院组织了一个审查委员会，对莫瓦桑的实验进行审查。然而在第一次审查中，莫瓦桑的电解装置没有电流通过，也没有制备出氟气。莫瓦桑检查实验之后发现由于使用的氟化氢纯度过高，电导率很低，导致实验失败。数日后莫瓦桑在液态氟化氢中加入一定量的氟化钾重新实验，这一次实验成功并获得审查委员会的承认。为了奖励莫瓦桑，法国科学院发给他一万法郎的拉·卡泽奖金。四个月后，莫瓦桑被任命为巴黎药学院毒物学教授，并建立了一间私人实验室。两年后莫瓦桑获评为法国医学科学院院士，三年后获评为法国科学院院士。

## 其他研究
除了运用电解法制备出氟气，莫瓦桑还进行很多研究。莫瓦桑研究了纯化氟气的方法，他用液态空气冷凝法去除氟气中的氟化氢。莫瓦桑还深入研究了高纯度氟气的化学性质，他首次指出干燥而纯净的氟气并非像此前人们想象的那么活泼，它甚至能够短时间的存贮于玻璃器皿中。
莫瓦桑研究了氟的化合物，他先后合成了氟与铂、铱、碱土金属等的无机氟化合物；制备了氟代烃，并测定了这种化合物的性质；制备了六氟化硫并测定了其性质。由莫瓦桑首先制备的氟代烃是现在应用最广的制冷剂氟利昂的前身，而六氟化硫的化学性质非常稳定，在高温下亦不会分解，是应用非常广泛的气体绝缘材料。莫瓦桑对氟的研究最终发表于《氟及其化合物》(Le fluor et ses composes)一书中。从1890年代起，莫瓦桑开始研究单质硼的制备，他在氢气气氛下用金属镁还原三氧化二硼获得高纯度的单质硼。
在制备单质硼的同时，莫瓦桑还从事人造金刚石的研究。他试图建立一种模拟天然金刚石形成的条件，将石墨和无定形碳转化为金刚石。莫瓦桑以铁为介质模拟必须的环境，他用石墨坩堝将金属铁加热熔融，在此过程中铁被碳饱和，随即迅速将熔融的铁液倒入水中冷却，由于含碳的铁在凝固过程中会发生膨胀，铁块的内部压强会迅速上升，从而模拟出一种高温高压的环境，待铁完全固化，用酸将金属融蚀便获得黑色的人造金刚石。用这种方法制造的金刚石粒度很小，不能作为宝石，但是可以用于工业用途。
莫瓦桑还长期从事金属氢化物的研究，他用氢气与多种金属反应制备了氢化钙、氢化钠、氢化钾、氢化铷等多种化合物并深入研究了其性质。莫瓦桑在这一领域的研究是具有开创性的。
莫瓦桑的另一项杰出贡献是发明了用於製造硼或人工鑽石的电炉。电炉又称作莫氏炉，其原理是利用电极间的弧光放电获得高温，这种电炉使得化学反应的温度提升到2000℃从而开创了高温化学这一新的研究领域。

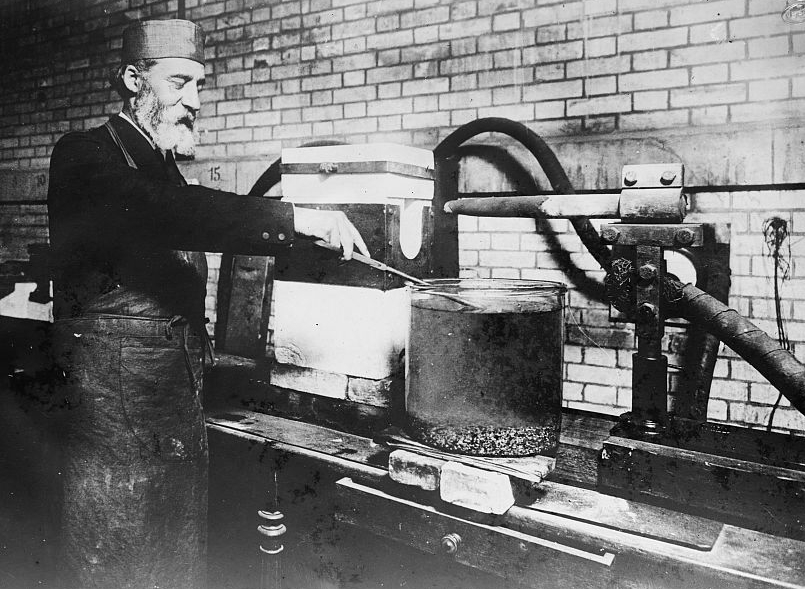
莫瓦桑試圖以他開發的電弧爐製造合成鑽石

## 荣誉
由于莫瓦桑在诸多领域的杰出贡献，他一生获得了很多荣誉。他曾经获得英国皇家学会的戴维奖、法国科学院的拉·卡泽奖、德国化学会颁发的霍夫曼奖。1906年莫瓦桑获得了诺贝尔化学奖。莫瓦桑病逝后，其独子死于第一次世界大战，他的遗产由巴黎药学院设立了两个奖学金，以莫瓦桑夫妇的名字分别命名为莫瓦桑化学奖和路更药学奖。